# Кабаев, Евгений Геннадьевич
Евгений Геннадьевич Кабаев (28 февраля 1988, Ленинград, СССР) — российский футболист, нападающий.

## Карьера
Футболом начал заниматься в 8,5 лет в петербургской школе «Смена», через три года перешёл в «Приморец», через пару лет — в школу «Локомотива». В 15-16 лет перешёл в «Коломяги», где начал карьеру. Оттуда перебрался в чемпионат Эстонии к Анатолию Ушанову, с которым работал в петербургской лиге. В 2009 году дебютировал в составе «Калева» в Мейстрилиге, отыграв в сезоне 28 матчей и забив пять голов. В том сезоне «Калев» завоевал серебряные медали первенства. В сезоне-2010 Кабаев был твёрдым игроком основного состава «Калева» и сыграл два матча в Лиге Европы с минским «Динамо».
Затем перешёл в «Лоотус», где надолго не задержался. Следующим клубом стал финский «ОПС», где провёл всего два матча и вернулся в Россию. Начало 2011 года Кабаев провёл в «Петротресте», сыграв четыре встречи, затем перешёл в «Карелию», где провёл весь сезон 2011/12.
В 2012 году 24-летний форвард вернулся в «Калев». В 2014 году, забив 36 мячей за клуб, стал лучшим бомбардиром чемпионата Эстонии. В начале 2015 года перебрался в Индонезию, где начал играть за клуб «Персия Джакарта».
В июне 2015 года приезжал в расположение «Енисея» в Кратово.
По итогам 2016 года был признан лучшим игроком чемпионата Эстонии, в этом сезоне стал лучшим бомбардиром — 25 голов.
В январе 2017 года подписал двухлетний контракт с чешским клубом «Богемианс 1905».
С июля 2018 года выступал за российский клуб «СКА-Хабаровск», за который забил два гола (один в ФНЛ и один в Кубке России). В 2019 году продолжил карьеру в «Левадия», но 1 августа его рабочая эстонская виза была аннулирована на один год из-за неоплаченных штрафов за превышение скорости. После аннулирования контракта Кабаев переехал в Гондурас, где вошёл в состав команды «Реал де Минас». В феврале 2020 года подписал контракт с клубом второй лиги Таиланда «Самутсакхон», за который отличился в первой же игре.
С июля 2023 года выступал за мурманский «Север».

## Достижения
- Лучший бомбардир чемпионата Эстонии (2): 2014, 2016